# Молчанов Микола Петрович
Микола Петрович Молчанов — молодший сержант Збройних сил України, учасник російсько-української війни. Герой України (2025).

## Життєпис
У грудні 2023 року брав участь у боях поблизу Роботиного. Попри отримане поранення не допустив просування росіян до шляхів відходу української штурмової групи. Після лікування продовжив службу, брав участь у боях в районі Новогродівки.

## Нагороди
- звання Герой України з удостоєнням ордена «Золота Зірка» (5 травня 2025) — за особисту мужність і героїзм, виявлені у захисті державного суверенітету та територіальної цілісності України, самовіддане служіння Українському народові[1].